# Otacilia liupan
Espèce
Otacilia liupan est une espèce d'araignées aranéomorphes de la famille des Phrurolithidae.

## Distribution
Cette espèce est endémique du Ningxia en Chine,. Elle se rencontre sur les monts Liupan.

## Description
Le mâle holotype mesure 3,24 mm et la femelle paratype 4,05 mm.

## Étymologie
Son nom d'espèce lui a été donné en référence au lieu de sa découverte, les monts Liupan.

## Publication originale
- Hu & Zhang, 2011 : Description of a new Otacilia species from China, with transfer of two species from the genus Phrurolithus (Araneae: Corinnidae). Zootaxa, no 2993, p. 59-68.